# Hôtel des Mille Collines
O Hôtel des Mille Collines ( pronúncia em francês: [otɛl dɛ mil kɔlin] ) é um hotel em Kigali, Ruanda . Ele se tornou famoso depois que 1.268 pessoas se refugiaram dentro do prédio durante o genocídio ruandês em 1994. A história do hotel e seu gerente na época, Paul Rusesabagina, foi mais tarde usada como base para o filme Hotel Ruanda, de Terry George, em 2004.

## História
A companhia aérea belga Sabena construiu o Hôtel des Mille Collines em 1973 e pertenceu a eles durante o genocídio. De acordo com o filme, Rusesabagina subornou o Exército Hutu com dinheiro e álcool para protegê-los e obter comida e água. A missão das Nações Unidas, governos estrangeiros e a Frente Patriótica de Ruanda exerceram pressão sobre as forças do governo de Ruanda para garantir a segurança das pessoas presas no complexo.
O hotel de quatro estrelas tem 112 quartos, um bar, um café, três salas de conferências, um restaurante, uma piscina e mais de um campo de tênis.
Em 10 de agosto de 2005, a SABENA Hotels vendeu o Hotel des Mille Collines para o MIKCOR Hotel Holding por US $ 3,2 milhões (cerca de RWF 1,8 bilhão). Miko Rwayitare, o diretor administrativo do grupo MIKCOR, disse durante a entrega realizada no hotel na quinta-feira 16, que o grupo agora possui 89% do Hotel com 8,5% e 2,5% de propriedade do Ruanda Development Bank. (BRD) e o governo de Ruanda, respectivamente. Rwayitare é também o presidente executivo da Telecel International, uma empresa de comunicações. Em abril de 2014, Mickor Investment Holdings Ltd deixou a administração do hotel com a rede de Hotéis Kempinski e foi renomeada como Hôtel des Mille Collines by Kempinski. O hotel deixou a rede Kempinski dois anos depois, em 1º de abril de 2016, e retornou ao seu nome original.

## Na cultura popular
O hotel é o cenário do filme Hotel Ruanda, mas na verdade não aparece no filme, que foi filmado na África do Sul . O hotel, no entanto, aparece em 2005 no filme da HBO Sometimes in April e no filme canadense de 2007 Arquitetura da década de 1970, que foram filmados em Ruanda.